# Marigold Sky
Marigold Sky è il quindicesimo album del duo Hall & Oates, pubblicato nel 1997.

## Tracce
1. Romeo is Bleeding (Alan Gorrie, Daryl Hall) - 5:05
2. Marigold Sky (Hall, John Oates) - 4:59
3. The Sky is Falling (Sara Allen, Gorrie, Hall) - 4:42
4. Out of the Blue (Hall) - 4:22
5. Want To (Allen, Gorrie, Hall, Tom Wolk) - 4:52
6. Love Out Loud (S. Allen, Gorrie, Hall) - 3:56
7. Throw the Roses Away (Gorrie, Hall) - 5:40
8. I Don't Think So (S. Allen, David Bellochio, Gorrie, Hall) - 4:05
9. Promise Ain't Enough (Hall, Porter Howell, Dwayne O'Brien, Oates) - 5:48
10. Time Won't Pass Me By (Bellochio, Hall, Oates) - 5:12
11. Hold on to Yourself (Bellochio, Gorrie, Hall) - 4:20
12. War of Words (Joe Cang, Hall, Oates) - 4:39

## Formazione
- Daryl Hall: voce, chitarra, tastiere, programmazione percussioni elettroniche
- John Oates: voce, chitarra
- David Bellochio: chitarra acustica, tastiere, programmazione percussioni elettroniche
- Paul Pesco: chitarre
- Ken Sebesky: chitarre
- David A. Stewart: chitarre
- Tom Wolk: basso, chitarre
- Shawn Pelton: batteria, percussioni
- Peter Moshay: percussioni
- Charles DeChant: sassofono
- Rob Mounsey: arrangiamento archi

## Produzione
- Daryl Hall: produzione esecutiva
- David Bellochio, Daryl Hall, Peter Moshay, John Oates: produzione
- David Bellochio, Peter Moshay, Steven Remote: suono
- Mick Guzauski, David Leonard, Peter Moshay: missaggio
- Tommy Musto: re-missaggio
- Bob Ludwig: mastering